# Dying to Be Heard
Dying to Be Heard è il primo album solista dell'attore e musicista statunitense Bill Mumy pubblicato nel 1997.

## Tracce
1. Nero's Fiddle – 4:03
2. My Sweet Seleena – 3:51
3. Ambiguous Sky/Monte – 6:08
4. The Grand Scheme of Things – 3:27
5. Dying to Be Heard – 3:35
6. Our Beautiful Life – 5:42
7. Yes You in the Blues 2 – 5:14
8. Waiting (Little Seattle Junkie) – 4:47
9. Denver Thing – 3:01
10. I Know We All Go – 3:19
11. So I Sit By the Sea – 2:27
12. The Ballad of William Robinson – 3:38